# Fogo
För andra betydelser, se Fogo (olika betydelser).
Fogo (portugisiska för "eld") är en vulkanisk ö i ögruppen Sotavento i Kap Verde. Fogo är den mest framträdande av dessa öar eftersom dess högsta topp, vulkanen Fogo, är 2 829 meter över havet. Vulkanen hade sitt senaste utbrott 1995 då en ny krater bildades, Pico Pequeno.
Vid vulkanens fot finns en liten by, Chã das Caldeiras, och dess invånare måste evakueras vid vulkanutbrott.
De första invånarna bosatte sig på Fogo på 1480-talet. Den största näringen på ön är jordbruk. Öns area är 480 km². Antalet invånare är cirka 39 000 (2014).

## Större städer
- São Filipe (huvudorten med 5 615 invånare)
- Achada
- Chã das Caldeiras
- Cova Figueira
- Figueira Pavão
- Furna
- Mosteiros
- Patim
- Ponta Verde
- Salto
- São Jorge
- São Lourenço